# Sheila Lerwill
Sheila Lerwill   (Londres, 16 d'agost de 1928) és una exatleta anglesa, especialista en el salt d'alçada, que va competir durant la dècada de 1950.
El 1952 va prendre part en els Jocs Olímpics de Hèlsinki, on va guanyar la medalla de bronze en la prova del salt d'alçada del programa d'atletisme.
En el seu palmarès també destaca la medalla d'or en el salt d'alçada al Campionat d'Europa d'atletisme de 1950. El 1951 aconseguí el rècord del món de l'especialitat amb un millor salt de 1m 72 cm.

## Millors marques
- Salt de llargada. 1m 72 cm (1951)[1][2]